# I liga 2004-2005
La I liga 2004-2005, nota anche come Idea Ekstraklasa 2004-2005 per ragioni di sponsorizzazione, fu la 79ª edizione della massima serie del campionato polacco di calcio, la 71ª edizione nel formato di campionato. La stagione iniziò il 30 luglio 2004 e si concluse il 12 giugno 2005. Il Wisła Cracovia vinse il campionato per la decima volta nella sua storia, la terza consecutiva. Capocannoniere del torneo fu Tomasz Frankowski, attaccante del Wisła Cracovia, con 25 reti realizzate.

## Stagione

### Novità
Dalla I liga 2003-2004 vennero retrocessi in II liga il Górnik Polkowice, sconfitto nello spareggio promozione/retrocessione, lo Świt NDM e il Widzew Łódź, mentre vennero promossi dalla II liga 2003-2004 il Pogoń Stettino, lo Zagłębie Lubin e il KS Cracovia, vincitore dello spareggio promozione/retrocessione.

### Formula
Le quattordici squadre partecipanti si affrontavano in un girone all'italiana con partite di andata e ritorno, per un totale di 26 giornate. La squadra prima classificata era campione di Polonia e si qualificava per il terzo turno preliminare della UEFA Champions League 2005-2006. Le squadre classificatesi al secondo e terzo posto si qualificavano per il secondo turno della Coppa UEFA 2005-2006, assieme alla vincitrice della Coppa di Polonia, ammessa anch'essa al secondo turno. Ulteriori due posti venivano assegnati per la partecipazione alla Coppa Intertoto 2005. L'ultima classificata veniva retrocessa direttamente in II liga, mentre la penultima disputava uno spareggio promozione/retrocessione con la quarta classificata in II liga.

## Squadre partecipanti
| Club             | Città                 | Stagione precedente |
| ---------------- | --------------------- | ------------------- |
| Amica Wronki     | Wronki                | 3º posto in I liga  |
| Dyskobolia       | Grodzisk Wielkopolski | 4º posto in I liga  |
| GKS Katowice     | Katowice              | 10º posto in I liga |
| Górnik Łęczna    | Łęczna                | 8º posto in I liga  |
| Górnik Zabrze    | Zabrze                | 7º posto in I liga  |
| KS Cracovia      | Cracovia              | 3º posto in II liga |
| Lech Poznań      | Poznań                | 6º posto in I liga  |
| Legia Varsavia   | Varsavia              | 2º posto in I liga  |
| Odra             | Wodzisław Śląski      | 9º posto in I liga  |
| Pogoń Stettino   | Stettino              | 1º posto in II liga |
| Polonia Varsavia | Varsavia              | 11º posto in I liga |
| Wisła Cracovia   | Cracovia              | Campione di Polonia |
| Wisła Płock      | Płock                 | 5º posto in I liga  |
| Zagłębie Lubin   | Lubin                 | 2º posto in II liga |

## Classifica finale
|  | Pos. | Squadra          | Pt | G  | V  | N  | P  | GF | GS | DR  |
|  | ---- | ---------------- | -- | -- | -- | -- | -- | -- | -- | --- |
|  | 1.   | Wisła Cracovia   | 62 | 26 | 19 | 5  | 2  | 70 | 23 | +47 |
|  | 2.   | Dyskobolia       | 51 | 26 | 16 | 3  | 7  | 46 | 28 | +18 |
|  | 3.   | Legia Varsavia   | 47 | 26 | 13 | 8  | 5  | 42 | 19 | +23 |
|  | 4.   | Wisła Płock      | 41 | 26 | 12 | 5  | 9  | 35 | 30 | +5  |
|  | 5.   | KS Cracovia      | 40 | 26 | 12 | 4  | 10 | 37 | 29 | +8  |
|  | 6.   | Amica Wronki     | 38 | 26 | 10 | 8  | 8  | 29 | 28 | +1  |
|  | 7.   | Górnik Łęczna    | 36 | 26 | 10 | 6  | 10 | 36 | 36 | 0   |
|  | 8.   | Lech Poznań      | 34 | 26 | 10 | 4  | 12 | 34 | 40 | -6  |
|  | 9.   | Pogoń Stettino   | 31 | 26 | 7  | 10 | 9  | 34 | 43 | -9  |
|  | 10.  | Polonia Varsavia | 29 | 26 | 8  | 5  | 13 | 27 | 52 | -25 |
|  | 11.  | Górnik Zabrze    | 28 | 26 | 7  | 7  | 12 | 27 | 30 | -3  |
|  | 12.  | Zagłębie Lubin   | 28 | 26 | 6  | 10 | 10 | 31 | 41 | -10 |
|  | 13.  | Odra             | 24 | 26 | 7  | 3  | 16 | 27 | 41 | -14 |
|  | 14.  | GKS Katowice     | 16 | 26 | 4  | 4  | 18 | 23 | 58 | -35 |

Legenda:
      Campione di Polonia e ammessa alla UEFA Champions League 2005-2006.
      Ammessa alla Coppa UEFA 2005-2006.
      Ammessa alla Coppa Intertoto 2005.
 Ammessa allo spareggio promozione/retrocessione.
      Retrocessa in II liga 2005-2006.
Note:
Tre punti a vittoria, uno a pareggio, zero a sconfitta.

## Risultati
|                  | WiC  | Dys  | Leg  | WiP  | KSC  | Ami  | GóŁ  | LcP  | Pog  | Pol  | GóZ  | ZaL  | Odr  | GKS  |
| ---------------- | ---- | ---- | ---- | ---- | ---- | ---- | ---- | ---- | ---- | ---- | ---- | ---- | ---- | ---- |
| Wisła Cracovia   | –––– | 3-0  | 2-0  | 4-0  | 0-0  | 1-1  | 5-1  | 4-1  | 1-1  | 4-0  | 2-1  | 6-0  | 3-1  | 1-0  |
| Dyskobolia       | 2-4  | –––– | 3-2  | 1-2  | 3-1  | 4-0  | 0-0  | 1-0  | 2-0  | 5-0  | 3-1  | 3-1  | 1-0  | 3-2  |
| Legia Varsavia   | 5-1  | 0-1  | –––– | 2-1  | 2-1  | 1-1  | 1-1  | 3-0  | 3-0  | 4-1  | 2-1  | 0-0  | 0-1  | 2-0  |
| Wisła Płock      | 1-1  | 0-1  | 0-0  | –––– | 3-0  | 2-0  | 3-0  | 2-1  | 3-2  | 4-1  | 0-0  | 2-0  | 1-0  | 0-0  |
| KS Cracovia      | 0-1  | 2-0  | 1-0  | 4-0  | –––– | 0-1  | 0-0  | 2-0  | 4-2  | 2-1  | 0-0  | 1-0  | 2-3  | 2-0  |
| Amica Wronki     | 0-1  | 1-3  | 1-1  | 2-1  | 3-2  | –––– | 1-0  | 1-0  | 0-0  | 1-0  | 1-1  | 0-2  | 2-2  | 1-0  |
| Górnik Łęczna    | 2-2  | 2-1  | 1-2  | 3-2  | 3-1  | 1-0  | –––– | 2-0  | 1-1  | 1-1  | 2-0  | 2-1  | 1-2  | 4-2  |
| Lech Poznań      | 3-1  | 2-2  | 1-1  | 4-2  | 0-2  | 0-4  | 3-0  | –––– | 1-1  | 1-1  | 2-1  | 2-0  | 1-0  | 3-1  |
| Pogoń Stettino   | 0-5  | 1-0  | 1-2  | 2-0  | 1-1  | 1-0  | 2-1  | 3-1  | –––– | 1-1  | 0-2  | 1-1  | 4-1  | 4-2  |
| Polonia Varsavia | 1-3  | 1-0  | 0-5  | 1-4  | 2-3  | 1-0  | 1-0  | 0-2  | 3-3  | –––– | 2-1  | 1-1  | 1-0  | 2-0  |
| Górnik Zabrze    | 1-3  | 0-1  | 0-0  | 1-0  | 1-0  | 1-1  | 0-3  | 1-2  | 4-0  | 0-1  | –––– | 1-1  | 2-0  | 4-1  |
| Zagłębie Lubin   | 1-7  | 1-1  | 0-0  | 0-1  | 2-5  | 1-1  | 1-0  | 2-0  | 2-2  | 3-0  | 1-1  | –––– | 1-1  | 7-0  |
| Odra             | 1-2  | 1-2  | 0-1  | 0-1  | 0-1  | 1-2  | 0-5  | 3-1  | 1-0  | 2-1  | 1-2  | 1-2  | –––– | 2-2  |
| GKS Katowice     | 0-3  | 1-3  | 0-3  | 0-0  | 1-0  | 1-4  | 4-0  | 0-3  | 1-1  | 2-3  | 1-0  | 2-0  | 0-3  | –––– |

## Spareggio promozione/retrocessione
|             | Risultati |             | Luogo e data                     |
| ----------- | --------- | ----------- | -------------------------------- |
| Widzew Łódź | 1 - 3     | Odra        | Łódź, 16 giugno 2005             |
| Odra        | 0 - 1     | Widzew Łódź | Wodzisław Śląski, 19 giugno 2005 |
|             |           |             |                                  |

## Statistiche

### Classifica Marcatori
Fonte: 90minut.pl
| Gol |  |  | Giocatore         | Squadra        |
| --- |  |  | ----------------- | -------------- |
| 25  |  |  | Tomasz Frankowski | Wisła Cracovia |
| 24  |  |  | Maciej Żurawski   | Wisła Cracovia |
| 14  |  |  | Marek Saganowski  | Legia Varsavia |
| 12  |  |  | Piotr Bania       | KS Cracovia    |
| 12  |  |  | Ireneusz Jeleń    | Wisła Płock    |
| 10  |  |  | Bartosz Ślusarski | Dyskobolia     |